# Dücane Cündioğlu
Dücane Cündioğlu est un écrivain et penseur turc, né le 21 janvier 1962 à İstanbul. Il est également un chroniqueur retraité.